# Sadinja vas, Ljubljana
Sadinja vas este o localitate din comuna Ljubljana, Slovenia, cu o populație de 411 locuitori.